# Здравка Йорданова
Здравка Йорданова (болг. Здравка Йорданова; нар. 9 грудня 1950, Софія) — болгарська спортсменка, академічна веслувальниця, чемпіонка Олімпійських ігор з академічного веслування в двійці парній, чемпіонка і призерка чемпіонатів світу.

## Спортивна кар'єра
1971 року дебютувала у складі збірної Болгарії на чемпіонаті Європи в Копенгагені, зайнявши п'яте місце в змаганнях четвірок парних зі стерновою. 1973 року на чемпіонаті Європи в Москві фінішувала четвертою в одиночках.
1975 року на чемпіонаті світу в Ноттінгемі Йорданова з подругою по команді Свєтлою Оцетовою виграла бронзову нагороду в двійках парних.
На Олімпійських іграх 1976 разом з Свєтлою Оцетовою стала чемпіонкою  в двійках парних. 
На чемпіонаті світу 1977 разом з Свєтлою Оцетовою в двійках парних стала другою.
На чемпіонаті світу 1978 разом з Свєтлою Оцетовою в двійках парних стала чемпіонкою.
На чемпіонаті світу 1979 разом з Свєтлою Оцетовою в двійках парних стала другою.
На Олімпійських іграх 1980 Йорданова з Оцетовою у змаганнях двійок парних були серед фаворитів, але фінішували лише четвертими, залишившись без нагород.
Завершивши спортивну кар'єру, Йорданова закінчила Національну спортивну академію і працювала журналісткою. 1991 року обійняла посаду голови Болгарської федерації ветеранів спорту.

## Нагороди
- 2011 року Здравка Йорданова і Свєтла Оцетова були нагороджені найвищою нагородою Республіки Болгарія орденом Стара Планина.[2]
- Почесна громадянка Софії (2019)[3].